# Albert Eschenmoser
Albert Eschenmoser (Erstfeld, 5 augustus 1925 – 14 juli 2023) was een Zwitsers chemicus, die hoogleraar was aan de ETH Zürich. 
Eschenmoser studeerde en promoveerde aan de ETH in Zürich en verkreeg aldaar zijn bul (1949) en doctoraat (1951). In 1956 werd hij benoemd tot docent, in 1960 tot hoogleraar en 1965 tot hoogleraar voor algemene organische chemie. Sinds 1992 was Eschenmoser emeritus hoogleraar.
Tijdens zijn promotie bij Ružička werkte hij aan de synthese van terpenen en aan de synthese van lanosterol via squaleen. Dit laatste droeg in hoge mate bij tot meer inzicht in de biosynthese van steroiden. Samen met Robert Burns Woodward slaagde Eschenmoser erin een totaalsynthese te ontwikkelen voor vitamine B12, wat een mijlpaal betekende in de totaalsynthese van natuurproducten. 
De Eschenmoser-fragmentering, het Eschenmoserzout en de Eschenmoser-omlegging zijn naar hem vernoemd.
Eschenmoser overleed op 97-jarige leeftijd.